# Risoluzione 74 del Consiglio di sicurezza delle Nazioni Unite
La Risoluzione del Consiglio di Sicurezza ONU 74 fu adottata il 16 settembre del 1949, dopo che fu ricevuta ed esaminata una lettera del Presidente della Commissione ONU per l'Energia Atomica, che trasmetteva due risoluzioni.
Il Consiglio di Sicurezza diede mandato al Segretario generale delle Nazioni Unite di trasmettere la lettera e le due risoluzioni, unitamente a tutte le registrazioni inerenti alla questione discussa in seno alla Commissione ONU per l'Energia Atomica, all'Assemblea generale delle Nazioni Unite ed agli stati membri dell'ONU.
La risoluzione passò con nove voti favorevoli e due astensioni.

## Votazione
Votarono a favore della risoluzione:
- Francia (membro permanente)
- Regno Unito (membro permanente)
- Taiwan (membro permanente)
- Stati Uniti (membro permanente)
- Argentina
- Canada
- Cuba
- Egitto
- Norvegia

Si astennero:
- RSS Ucraina
- Unione Sovietica (membro permanente)